# 대니얼 윌슨 (학자)
대니얼 윌슨 경(Sir Daniel Wilson, 1816년 1월 5일 ~ 1892년 8월 6일)은 영국에서 태어난 캐나다의 고고학자이자, 민족학자 그리고 저술가였다.

## 생애
윌슨은 에든버러의 로열 고등학교(Royal High School)를 1834년에 졸업하였고, 그 후 에든버러 대학교로 진학하였으나 다음 해 중퇴했다. 얼마 후 에든버러 골동품협회의 비서로 활동하다가, 영문학과 역사학 교수로 토론토 대학교로 건너갔다. 그가 저술한 것은 다음과 같은 것이 있다.
- Memorials of Edinburgh in the Olden Time
- The Archaeology and Pre-historic Annals of Scotland (1851)
- Civilisation in the Old and the New World
- Caliban, the Missing Link

이 이외에도 토마스 채터턴에 대한 연구 등이 있다.
1880년에 그는 토론토 대학교의 유니버시티 칼리지 총장을 역임했고, 1890년에는 통합된 토론토 대학교 제3대 총장이 되어 1892년에 생을 마감할 때까지 직을 맡았다.

## 서훈
- 1888년 기사작위(Knight Bachelor) 서임

## 같이 보기
- 선사 시대